# The Complete Limelight Sessions
The Complete Limelight Sessions è una raccolta della cantante canadese Shania Twain, pubblicato nel 2001.

## Tracce
Testi e musiche di Shania Twain e Paul Sabu, eccetto dove indicato.
1. It's Alright – 3:24 (Larry Graham)
2. Love – 2:40
3. All Fired Up, No Place to Go – 3:19
4. The Heart Is Blind – 3:42 (Paul Janz, Rhonda Fleming)
5. For the Love – 2:48 (Bobbi Martin, Al Mortimer)
6. Wild and Wicked – 3:33
7. I Ain't Gonna Eat Out My Heart Anymore – 3:20 (Lori Burton, Pamela Sawyer)
8. Send It with Love – 3:55
9. Half-Breed – 2:52 (Al Capps, Mary Dean)
10. Hate to Love – 4:01
11. Bite My Lip – 2:45
12. Two Hearts One Love – 3:44
13. Rhythm Made Me Do It – 3:51
14. Luv Eyes – 3:34
15. Lost My Heart – 4:26
16. Don't Give Me That – 3:47
17. It's Alright (Edited Club Mix) – 3:40 (Graham)